# Ehrendingen
Ehrendingen é uma comuna da Suíça, situada no distrito de Baden, no cantão de Argóvia. Tem 7,31 km² de área e sua população em 2018 foi estimada em 4.823 habitantes.